# Ozark (televisieserie)
Ozark is een Amerikaanse televisieserie, bedacht door Bill Dubuque en Mark Williams voor Netflix. Het eerste seizoen werd vrijgegeven op 21 juli 2017. Het vierde en laatste seizoen kwam uit op 21 januari 2022.

## Verhaal
Nadat zijn zakenpartner een Mexicaans drugskartel voor miljoenen dollars oplicht, overtuigt financieel adviseur Marty Byrde misdaadbaas Camino Del Rio ervan om hem te sparen. In ruil moet hij binnen vijf jaar 500 miljoen dollar witwassen voor het kartel. Marty verhuist hiervoor met zijn gezin van Chicago naar de Ozarks in Missouri. Hier trekt hij meteen de aandacht van een crimineel die het gebied met ijzeren vuist regeert en een lokale familie kruimeldieven. Bovendien wordt hij ook nog achtervolgd door een FBI-agent die de plotselinge verhuizing van de familie niet vertrouwt.

## Rolverdeling

### Hoofdrollen
| Acteur                | Personage       | Seizoen | Seizoen | Seizoen | Seizoen | Totaal |
| Acteur                | Personage       | 1       | 2       | 3       | 4       | Totaal |
| --------------------- | --------------- | ------- | ------- | ------- | ------- | ------ |
| Jason Bateman         | Marty Byrde     | 10 afl. | 10 afl. | 10 afl. | 14 afl. | 44     |
| Laura Linney          | Wendy Byrde     | 10 afl. | 10 afl. | 10 afl. | 14 afl. | 44     |
| Sofia Hublitz         | Charlotte Byrde | 9 afl.  | 10 afl. | 10 afl. | 14 afl. | 43     |
| Skylar Gaertner       | Jonah Byrde     | 9 afl.  | 10 afl. | 10 afl. | 14 afl. | 43     |
| Julia Garner          | Ruth Langmore   | 8 afl.  | 10 afl. | 10 afl. | 14 afl. | 42     |
| Charlie Tahan         | Wyatt Langmore  | 7 afl.  | 10 afl. | 7 afl.  | 10 afl. | 34     |
| Lisa Emery            | Darlene Snell   | 6 afl.  | 9 afl.  | 9 afl.  | 7 afl.  | 31     |
| Felix Solis           | Omar Navarro    |         |         | 9 afl.  | 13 afl. | 22     |
| Jessica Frances Dukes | Maya Miller     |         |         | 9 afl.  | 9 afl.  | 18     |
| Jordana Spiro         | Rachel          | 7 afl.  | 7 afl.  |         | 4 afl.  | 18     |
| Jason Butler Harner   | Roy Petty       | 10 afl. | 8 afl.  |         |         | 18     |
| Janet McTeer          | Helen Pierce    |         | 7 afl.  | 10 afl. |         | 17     |
| Peter Mullan          | Jacob Snell     | 6 afl.  | 9 afl.  |         |         | 15     |
| Tom Pelphrey          | Ben Davis       |         |         | 8 afl.  | 1 afl.  | 9      |
| Esai Morales          | Del             | 4 afl.  |         |         |         | 4      |

### Bijrollen
| Acteur                  | Personage               | Seizoen | Seizoen | Seizoen | Seizoen | Totaal |
| Acteur                  | Personage               | 1       | 2       | 3       | 4       | Totaal |
| ----------------------- | ----------------------- | ------- | ------- | ------- | ------- | ------ |
| Carson Holmes           | Three Langmore          | 7 afl.  | 6 afl.  | 5 afl.  | 7 afl.  | 25     |
| Kevin L. Johnson        | Sam Dermody             | 5 afl.  | 4 afl.  | 6 afl.  | 8 afl.  | 23     |
| Nelson Bonilla          | Nelson                  |         | 5 afl.  | 8 afl.  | 9 afl.  | 22     |
| Damian Young            | Jim Rattelsdorf         |         | 4 afl.  | 3 afl.  | 9 afl.  | 16     |
| McKinley Belcher III    | Agent Trevor Evans      | 6 afl.  | 2 afl.  | 7 afl.  | 1 afl.  | 16     |
| Trevor Long             | Cade Langmore           | 3 afl.  | 10 afl. |         | 2 afl.  | 15     |
| John Bedford Lioyd      | Frank Cosgrove Jr.      |         |         | 8 afl.  | 6 afl.  | 14     |
| Robert C. Treveiler     | Sheriff John Nix        | 4 afl.  | 5 afl.  | 4 afl.  | 1 afl.  | 14     |
| Harris Yulin            | Buddy Dieker            | 7 afl.  | 5 afl.  |         |         | 12     |
| Adam Rothenberg         | Mell Sattem             |         |         |         | 11 afl. | 11     |
| Darren Goldstein        | Charles Wilkes          |         | 8 afl.  | 1 afl.  | 2 afl.  | 11     |
| John Bedford Lioyd      | Frank Cosgrove          |         | 3 afl.  | 4 afl.  | 3 afl.  | 10     |
| Marc Menchaca           | Russ Langmore           | 7 afl.  | 2 afl.  |         | 1 afl.  | 10     |
| Evan George Vourazeris  | Tuck                    | 4 afl.  | 5 afl.  |         | 1 afl.  | 10     |
| Katrina Lenk            | Clare Shaw              |         |         |         | 10 afl. | 10     |
| Michael Mosley          | Mason Young             | 5 afl.  | 4 afl.  |         |         | 9      |
| Madison Thompson        | Erin Pierce             |         |         | 7 afl.  | 2 afl.  | 9      |
| Richard Thomas          | Nathan Davis            |         |         |         | 9 afl.  | 9      |
| Christopher James Baker | Boyd Langmore           | 7 afl.  |         |         | 1 afl.  | 8      |
| Alfonso Herrera         | Javi Elizondro          |         |         |         | 7 afl.  | 7      |
| Melissa Saint-Amand     | Jade                    |         | 4 afl.  | 3 afl.  |         | 7      |
| Lindsay Ayliffe         | Harry                   | 1 afl.  | 3 afl.  |         | 3 afl.  | 7      |
| Michael Tourek          | Ash                     | 5 afl.  | 1 afl.  |         |         | 6      |
| Bruno Bichir            | Father Benitez          |         |         |         | 6 afl.  | 6      |
| Bruce Davidson          | Senator Randall Schafer |         |         |         | 5 afl.  | 5      |
| Bethany Anne Lind       | Grace Young             | 5 afl.  |         |         |         | 5      |
| Marylouise Burke        | Sue Shelby              |         |         | 5 afl.  |         | 5      |
| Pedro Lopez             | Jorge Mendoza           |         | 2 afl.  | 3 afl.  |         | 5      |

## Afleveringen

### Seizoen 1
| Nr. | Afl. | Titel                | Regisseur        | Schrijver                                                   | Vrijgegeven  |
| --- | ---- | -------------------- | ---------------- | ----------------------------------------------------------- | ------------ |
| 1   | 1    | Sugarwood            | Jason Bateman    | Verhaal: Bill Dubuque, Mark Williams Scenario: Bill Dubuque | 21 juli 2017 |
| 2   | 2    | Blue Cat             | Jason Bateman    | Verhaal: Bill Dubuque, Mark Williams Scenario: Bill Dubuque | 21 juli 2017 |
| 3   | 3    | My Dripping Sleep    | Daniel Sackheim  | Ryan Farley                                                 | 21 juli 2017 |
| 4   | 4    | Tonight We Improvise | Daniel Sackheim  | Paul Kolsby                                                 | 21 juli 2017 |
| 5   | 5    | Ruling Days          | Andrew Bernstein | Martin Zimmerman                                            | 21 juli 2017 |
| 6   | 6    | Book of Ruth         | Andrew Bernstein | Whit Anderson                                               | 21 juli 2017 |
| 7   | 7    | Nest Box             | Ellen Kuras      | Alyson Feltes                                               | 21 juli 2017 |
| 8   | 8    | Kaleidoscope         | Ellen Kuras      | Ryan Farley                                                 | 21 juli 2017 |
| 9   | 9    | Coffee, Black        | Jason Bateman    | Whit Anderson                                               | 21 juli 2017 |
| 10  | 10   | The Toll             | Jason Bateman    | Chris Mundy                                                 | 21 juli 2017 |

### Seizoen 2
| Nr. | Afl. | Titel                       | Regisseur        | Schrijver                     | Vrijgegeven      |
| --- | ---- | --------------------------- | ---------------- | ----------------------------- | ---------------- |
| 11  | 1    | Reparations                 | Jason Bateman    | Chris Mundy                   | 31 augustus 2018 |
| 12  | 2    | The Precious Blood of Jesus | Jason Bateman    | David Manson                  | 31 augustus 2018 |
| 13  | 3    | Once a Langmore...          | Andrew Bernstein | Alyson Feltes                 | 31 augustus 2018 |
| 14  | 4    | Stag                        | Andrew Bernstein | Ryan Farley                   | 31 augustus 2018 |
| 15  | 5    | Game Day                    | Phil Abraham     | Paul Kolsby                   | 31 augustus 2018 |
| 16  | 6    | Outer Darkness              | Phil Abraham     | Ning Zhou                     | 31 augustus 2018 |
| 17  | 7    | One Way Out                 | Alik Sakharov    | Martin Zimmerman              | 31 augustus 2018 |
| 18  | 8    | The Big Sleep               | Alik Sakharov    | David Manson                  | 31 augustus 2018 |
| 19  | 9    | The Badger                  | Ben Semanoff     | Paul Kolsby, Martin Zimmerman | 31 augustus 2018 |
| 20  | 10   | The Gold Coast              | Amanda Marsalis  | Chris Mundy                   | 31 augustus 2018 |

## Ontvangst

### Recensies
| Seizoen | Seizoen | Recensies          | Recensies         |
| Seizoen | Seizoen | Rotten Tomatoes    | Metacritic        |
| ------- | ------- | ------------------ | ----------------- |
|         | 1       | 71% (68 recensies) | 66 (29 recensies) |
|         | 2       | 77% (44 recensies) | 59 (14 recensies) |

#### Seizoen 1
Op Rotten Tomatoes geeft 71% van de 68 recensenten het eerste seizoen een positieve recensie, met een gemiddelde score van 6,84/10. Website Metacritic komt tot een score van 66/100, gebaseerd op 29 recensies, wat staat voor "Generally favorable reviews" (over het algemeen gunstige recensies).
De Volkskrant schreef: "Het is simpelweg een lekkere thriller, met soms sublieme boevenmonologen, veel droogkomische situaties en een grandioos decor."

#### Seizoen 2
Op Rotten Tomatoes geeft 77% van de 44 recensenten het tweede seizoen een positieve recensie, met een gemiddelde score van 6,54/10. Website Metacritic komt tot een score van 59/100, gebaseerd op 14 recensies, wat staat voor "Mixed or average reviews" (gemengde of gemiddelde recensies).
NRC gaf het tweede seizoen drie uit vijf sterren en schreef: "Ook nieuwe ‘Ozark’ overtuigend uitgewerkt"

### Prijzen en nominaties
Een selectie:
| Jaar      | Prijs                                     | Categorie                                    | Genomineerde | Resultaat   |
| Seizoen 1 | Seizoen 1                                 | Seizoen 1                                    | Seizoen 1 | Seizoen 1   |
| --------- | ----------------------------------------- | -------------------------------------------- | --- | ----------- |
| 2018      | Golden Globe (75ste editie)               | Beste acteur in een dramaserie               | Jason Bateman | Genomineerd |
| 2018      | Screen Actors Guild Awards (24ste editie) | Beste mannelijke hoofdrol in een dramaserie  | Jason Bateman | Genomineerd |
| 2018      | Screen Actors Guild Awards (24ste editie) | Beste vrouwelijke hoofdrol in een dramaserie | Laura Linney | Genomineerd |
| 2018      | Emmy Award (70ste editie)                 | Beste mannelijke hoofdrol in een dramaserie  | Jason Bateman | Genomineerd |
| 2018      | Emmy Award (70ste editie)                 | Beste regie van een dramaserie               | Jason Bateman voor "The Toll" | Genomineerd |
| 2018      | Emmy Award (70ste editie)                 | Beste regie van een dramaserie               | Daniel Sackheim voor "Tonight We Improvise" | Genomineerd |
| Seizoen 2 |                                           |                                              | |             |
| 2019      | Golden Globe (76ste editie)               | Beste acteur in een dramaserie               | Jason Bateman | Genomineerd |
| 2019      | Screen Actors Guild Awards (25ste editie) | Beste cast in een dramaserie                 | Jason Bateman, Lisa Emery, Skylar Gaertner, Julia Garner, Darren Goldstein, Jason Butler Harner, Carson Holmes, Sofia Hublitz, Laura Linney, Trevor Long, Janet McTeer, Peter Mullan, Jordana Spiro, Charlie Tahan, Robert Treveiler, Harris Yulin | Genomineerd |
| 2019      | Screen Actors Guild Awards (25ste editie) | Beste mannelijke hoofdrol in een dramaserie  | Jason Bateman | Gewonnen    |
| 2019      | Screen Actors Guild Awards (25ste editie) | Beste vrouwelijke hoofdrol in een dramaserie | Julia Garner | Genomineerd |
| 2019      | Screen Actors Guild Awards (25ste editie) | Beste vrouwelijke hoofdrol in een dramaserie | Laura Linney | Genomineerd |
| 2019      | Satellite Awards (23ste editie)           | Beste acteur in een genre/dramaserie         | Jason Bateman | Genomineerd |
| 2019      | Emmy Award (71ste editie)                 | Beste dramaserie                             | Ozark | Genomineerd |
| 2019      | Emmy Award (71ste editie)                 | Beste mannelijke hoofdrol in een dramaserie  | Jason Bateman | Genomineerd |
| 2019      | Emmy Award (71ste editie)                 | Beste vrouwelijke hoofdrol in een dramaserie | Laura Linney | Genomineerd |
| 2019      | Emmy Award (71ste editie)                 | Beste vrouwelijke bijrol in een dramaserie   | Julia Garner | Gewonnen    |
| 2019      | Emmy Award (71ste editie)                 | Beste regie van een dramaserie               | Jason Bateman voor "Reparations" | Gewonnen    |